# Утяганово (Кармаскалинський район)
Утяга́ново (рос. Утяганово, башк. Үтәгән) — село у складі Кармаскалинського району Башкортостану, Росія. Входить до складу Новокієшкинської сільської ради.
Населення — 438 осіб (2010; 464 в 2002).
Національний склад:
- башкири — 97 %

## Відомі люди
У селі проживала Герой Соціалістичної Праці Батирова Банат Хайруллівна. Її ім'я носить сільська вулиця.